# 한국영화 데이터베이스
한국영화 데이터베이스(Korean Movie Database, 약칭 KMDb)는 한국영상자료원(KOFA)이 운영하는 한국 영화에 관한 온라인 데이터베이스이다. 이 사이트는 대한민국 정보통신부의 지원을 받아 2006년 2월에 개장하였으며, 미국의 인터넷 영화 데이터베이스(IMDb)를 벤치마킹하여 만들었다.
한국영화 데이터베이스에서 한국 영화 작품과 관련 인물을 비롯하여 이미지, 기사, 평론, 영화 각본, 도서 등 한국 영화 관련 정보를 통합 검색할 수 있다. 이 사이트는 한국영화, 외화, 기록영상물 등 작품 정보 2만6천 건을 비롯, 3만5천여 건의 인물 정보 등을 제공한다. 또한 1만여 건의 포스터, 1만2천여 건의 영화각본 및, 2천여 건의 논문, 3만여 건의 기사와 평론, 13만여 건의 음반 등 관련 정보가 수록되어 있다.
하위 사이트로는 국내외 애니메이션 2,400여 편의 정보 및 스트리밍 서비스를 제공하는 애니메이션 데이터베이스(애니Db) 및 독립영화 데이터베이스와 독립영화 관련 칼럼 등으로 구성된 독립영화 KMDb가 있다.
또한 한국영상자료원이 저작권을 구매하여 온라인 스트리밍 서비스를 제공하는 한국영화 VOD도 운영되고 있다. 2009년 12월 현재 한국 고전영화 301편과 관련 다큐멘터리·구술 영상 93편, 예고편·메이킹 영상 3천300여 편을 스트리밍으로 서비스하고 있으며, 2010년 2월부터 37편의 독립영화를 추가했다. 고전영화는 편당 500원으로 볼 수 있고, 월별 기획전 및 독립영화, 다큐멘터리 작품은 무료로 볼 수 있다.

## 같이 보기
- 인터넷 영화 데이터베이스
- 한국영상자료원

## 참조자료
1. 1 2  (2006년 2월 27일) "한국영화 궁금한 것 몽땅 다 있어요" 보관됨 2011-06-11 - 웨이백 머신 연합뉴스 / 조선일보
2. ↑  한국영상자료원 보관됨 2011-07-08 - 웨이백 머신 Cine21
3. ↑  (2009년 12월 29일) "인터넷서 그것도 공짜로 한국영화 시대별 대표작 본다"[깨진 링크(과거 내용 찾기)] 부산일보
4. ↑  (2010년 2월 4일) "문화 동네-독립영화 DB 개설 … VOD 무료 서비스도" 보관됨 2020-06-25 - 웨이백 머신 중앙일보